# Govško brdo
Der Govško brdo ist ein 811 m. i. J. hoher Berg im Bergland von Posavje (Save-Bergland, Cillier Bergland), Slowenien.
Der Berg, ein allseits schön geformter Kegel, erhebt sich zwischen Hrastnik, Bezirk Celje, Region Zasavska und Laško, Bezirk Celje, Region Savinjska. Er gehört zu den bewaldeten sanften Vorbergen der Steiner Alpen.
Der Berg ist von Süden von Brdce/Brezno und von Norden von Zgorna Rečica zu besteigen und stellt eine mittelsteile Wanderung dar. Am Gipfel befindet sich ein Marterl. Eine Überschreitungsrunde umfasst Govško brdo (811 m), Baba (789 m), Ostri vrh (855 m), Kal (956 m), Mrzlica (1122 m), Gozdnik (1092 m), Šmohor (784 m) und Malič (784 m).